# 贝赫·泽特林
贝赫·泽特林（Benh Zeitlin，1982年10月14日—），是一名美国电影制作人、导演、编剧、作曲家和动画师。

## 生平
他生长于纽约市，父亲 Steve Zeitlin 是犹太人，母亲Amanda Dargan。毕业于衛斯理大學。
2008年开始执导短片。2012年导演的低成本电影《南方的野兽》获得了许多奖项和好评，包括第85届奥斯卡金像奖最佳影片、导演、改编剧本和女主角4项提名。